# L'Amerikano
L'Amerikano (État de siège) è un film del 1972 diretto da Costa-Gavras.
Dopo il colpo di Stato dei colonnelli in Grecia (Z - L'orgia del potere) e le purghe staliniane in Cecoslovacchia (La confessione), Costa-Gavras ne L'Amerikano denuncia le ingerenze degli USA nella politica degli Stati sudamericani negli anni della guerra fredda.
Realizzato su soggetto e sceneggiatura di Franco Solinas, il film è ispirato alla storia vera di Anthony Dan Mitrione, ex capo della polizia di Richmond divenuto prima agente dell'FBI e poi, per conto del governo statunitense, istruttore e consigliere di varie polizie sudamericane, che fu rapito e ucciso dai Tupamaros in Uruguay nel 1970. Una targa collocata all'interno della scuola di polizia dell'Accademia nazionale dell'FBI lo ricorda ancora oggi come “un eroe che diede la sua vita nella difesa dei valori democratici”.

## Trama
Uruguay 1970, i Tupamaros, membri di un'organizzazione politica clandestina di sinistra che combatte il governo di Pacheco Areco, sequestrano Philip M. Santore, cittadino statunitense ufficialmente funzionario di un'agenzia civile di cooperazione per gli aiuti e lo sviluppo. Egli è in realtà un agente dei servizi segreti statunitensi che ha il compito di addestrare le polizie dei governi di destra del Sud America alla tortura e alla repressione dei dissidenti. Viene processato per le sue responsabilità nelle sanguinose repressioni avvenute in Brasile, nella Repubblica Dominicana e in Uruguay. Nel corso del processo che si svolge nel nascondiglio dei Tupamaros, con la tecnica dei flashback vengono rievocati i vari momenti della carriera del "consigliere", dall'addestramento dei poliziotti sudamericani da parte dei colleghi statunitensi, ai corsi di terrorismo e di tortura "dal vivo", all'organizzazione di squadre paramilitari clandestine per il sequestro e l'eliminazione degli oppositori.
Durante il sequestro i guerriglieri chiedono una trattativa per il rilascio di alcuni loro membri prigionieri in cambio della vita dell'ostaggio. Il debole governo locale sembra essere sul punto di cadere e di cedere alle richieste. La polizia però riesce a estorcere con la tortura una confessione a una prigioniera e ad arrestare molti membri dell'organizzazione clandestina. Il governo, rafforzato dall'inatteso successo, con l'avallo statunitense decide quindi di non dimettersi e di non trattare, abbandonando così Santore al suo destino in nome della ragione politica. Il finale mostra l'arrivo di un nuovo consigliere USA all'aeroporto di Montevideo che viene subito individuato dai guerriglieri.

## Titolo
Il titolo originale del film è État de siège ("Stato di assedio") e, come il titolo italiano (L'Amerikano), richiama il teso clima politico dell'epoca.

## Produzione
Il film fu girato nel Cile socialista di Salvador Allende poco prima del golpe di Augusto Pinochet, architettato e portato a termine col pieno appoggio degli Stati Uniti (operazione Condor). Le musiche sono di Mikīs Theodōrakīs, che fu detenuto politico sottoposto a torture durante la dittatura dei colonnelli in Grecia dopo il 1967.

## Riconoscimenti
- Premio Louis-Delluc 1972